# Chimonobambusa tianquanensis
Chimonobambusa tianquanensis är en gräsart som beskrevs av Tong Pei Yi. Chimonobambusa tianquanensis ingår i släktet Chimonobambusa och familjen gräs. Inga underarter finns listade i Catalogue of Life.